# Amanda McBroom
Amanda McBroom (Woodland Hills, Los Angeles, 9 augustus 1947) is een Amerikaanse zangeres, schrijfster van songteksten/songwriter, actrice en cabaretière.

## The Rose
McBroom is veruit het bekendst als auteur van het lied The Rose. Dit nummer is beroemd geworden in de versie van Bette Midler, die het zong in de gelijknamige film. Het nummer werd ook gezongen en uitgebracht door vele andere artiesten, in de originele of in een vertaalde versie. In België is De Roos van Ann Christie uitgegroeid tot een klassieker van het Vlaamse repertoire. In Nederland had Bonnie St. Claire een bescheiden hitje met het nummer.

## Andere songs
McBroom is ook bekend door haar samenwerking met songwriter Michele Brourman als schrijfster van songteksten. Uit de samenwerking kwam werk voor de filmseries The Land Before Time, Balto en de musical Dangerous Beauty.

## Acteeractiviteiten
McBroom speelde een rol in de off-broadwaymusical Jacques Brel is Alive and Well and Living in Paris.
Ook was McBroom zowel in gastrollen als op herhaalde basis te zien in televisieseries zoals Starsky and Hutch, Star Trek: The Next Generation: "The Measure of a Man", Hart to Hart, Taxi, Charlie's Angels, Remington Steele, Hawaii Five-O, Magnum, P.I., M*A*S*H, Lou Grant, Love, American Style en Gunsmoke. Ook heeft ze stemmen ingesproken voor diverse tekenfilmprogramma's voor kinderen.

## Persoonlijk leven
McBroom is de dochter van acteur David Bruce.
- Biblioteca Nacional de España: XX1573502
- Bibliothèque nationale de France: cb14769269v (data)
- Gemeinsame Normdatei: 135169577
- International Standard Name Identifier: 0000 0001 1473 7669
- Library of Congress Control Number: no95032181
- MusicBrainz: 98b139aa-1ff2-48e7-904e-8339d3b32025
- Nationale Bibliotheek van Tsjechië: xx0075435
- Nationale Bibliotheek van Israël: 987007330137005171
- Istituto Centrale per il Catalogo Unico: UM1V030632
- Virtual International Authority File: 493149106257068491989